# Via Portuense

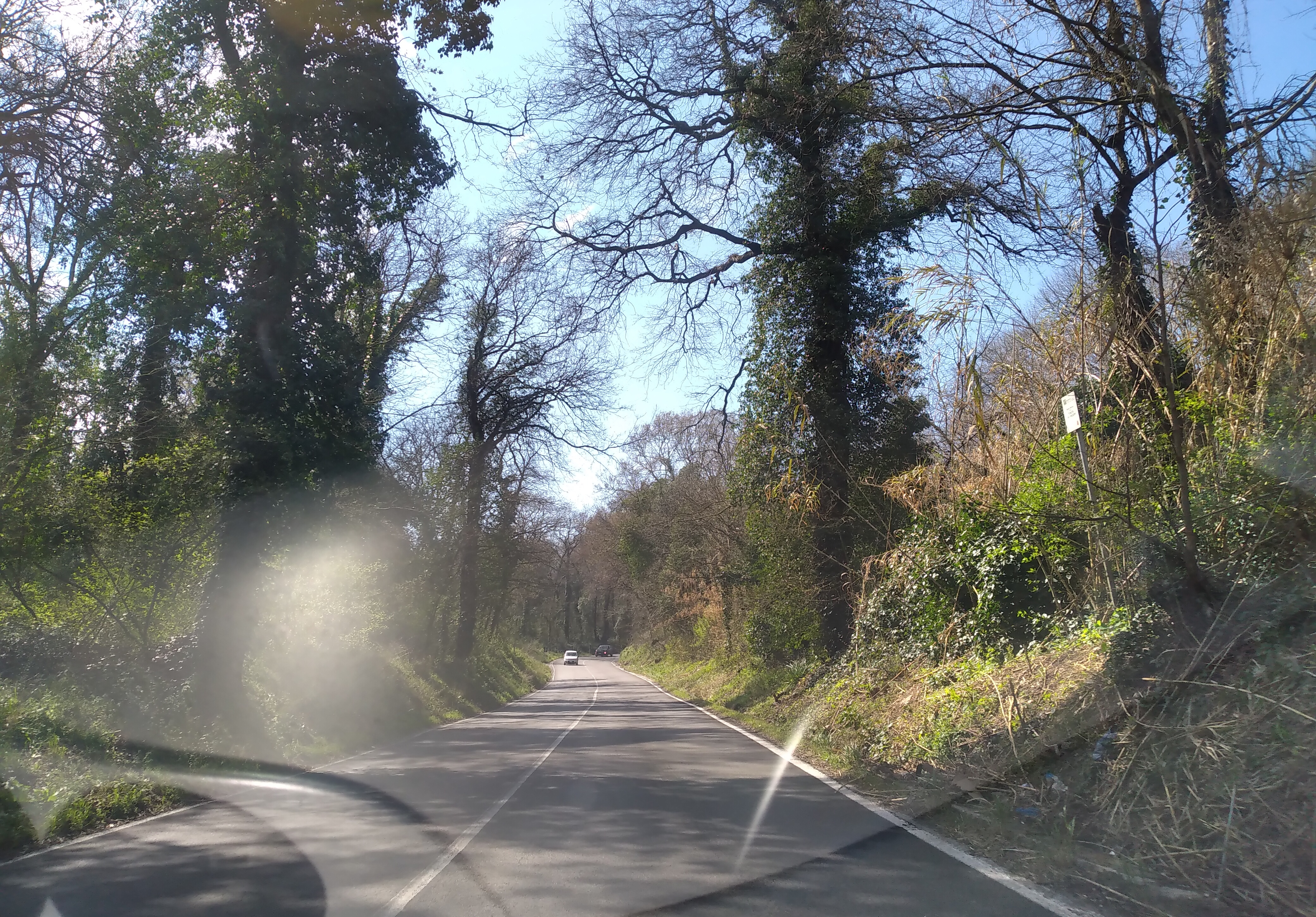
Via Portuense em Roma

Via Portuense (em latim: Via Portuensis) foi uma estrada construída pelos romanos no final do século I para ligar Roma à cidade de Porto por ordem do imperador Cláudio. A estrada partia da Porta Portese e seguia pela região sudoeste da cidade até deixar a zona urbana, passando por Ponte Galeria até chegar no porto de Fiumicino.
A estrada permanece até os dias de hoje, e ainda é utilizada para fazer a ligação entre Fiumicino e a capital, passando ao lado do Aeroporto Leonardo da Vinci.